# Receptor 5-HT2A
El receptor 5-HT2A  de mamíferos, pertenece a la familia de receptores de serotonina y es un receptor acoplado a proteínas G (GPCR). 5-HT es la abreviatura de 5-hidroxi-triptamina, nombre químico de la serotonina.
Este 5-HT2A es el principal subtipo de receptor excitatorio entre las GPCRs para serotonina, aunque también puede tener un efecto inhibitorio en ciertas áreas como la corteza visual y la corteza orbitofrontal.  Este receptor, se hizo notorio por primera vez por su importancia como blanco de drogas psicodélicas serotoninérgicas como el LSD. Más tarde volvió a cobrar importancia porque también se descubrió que mediaba, al menos en parte, la acción de muchos fármacos antipsicóticos, especialmente los atípicos.
El receptor 5-HT2A puede ser necesario para la propagación del virus del polioma humano llamado virus JC.
La regulación por decrecimiento (downregulation) del receptor postsináptico 5-HT2A es un proceso adaptativo provocado por la administración crónica de inhibidores selectivos de la recaptación de serotonina (ISRS) y antipsicóticos clásicos. Los pacientes suicidas y otros pacientes deprimidos han tenido más receptores 5-HT2A que los pacientes normales. Estos resultados sugieren que la sobredensidad postsináptica de 5-HT2A está involucrada en la patogénesis de la depresión.
La regulación por decrecimiento paradójica de los receptores 5-HT2A puede observarse con varios antagonistas del receptor 5-HT2A. Por lo tanto, en lugar de tolerancia, se esperaría una tolerancia inversa de los antagonistas del 5-HT2A. Sin embargo, hay al menos un antagonista en este sitio que ha demostrado regulación por incremento (upregulation) de los receptores 5-HT2A. Además, un par de otros antagonistas pueden no tener efecto sobre el número de receptores 5-HT2A. Sin embargo, la regulación por incremento es la excepción más que la regla. No se observa tolerancia ni efecto de rebote en humanos, con respecto a los efectos promotores del SWS de los antagonistas del 5-HT2A.

## Historia
En 1957 Gaddum y Picarelli dividieron los receptores de serotonina en dos clases, cuando descubrieron que algunos de los cambios inducidos por la serotonina en el intestino podían ser bloqueados por la morfina, mientras que el resto de la respuesta fue inhibida por la dibencilina, lo que llevó a la denominación de los receptores M y D respectivamente. Se cree que el 5-HT2A corresponde a lo que Gaddum y Picarelli describieron originalmente como subtipo D de los receptores 5-HT. 
En 1979, Peroutka y Snyder estudiando la unión y el desplazamiento de radioligandos que era la única herramienta, reanalizaron la clasificación y demostraron la existencia de dos sitios de unión de la 5–HT en las membranas del cerebro: 5–HT1 (con baja afinidad por la espiperona marcada con tritio) y 5–HT2 (con alta afinidad por la espiperona-tritio). Ninguno de esos receptores desplazó a la morfina, lo que dio lugar al nombramiento de los receptores 5-HT1, 5-HT2 y 5-HT3, que corresponden a los sitios de alta afinidad del LSD, la espiperona y la morfina, respectivamente.
Más tarde se demostró que el 5-HT2 estaba muy cerca del 5-HT1C y por lo tanto se unioeron, cambiando el nombre del 5-HT2 a 5-HT2A. Así, la familia de receptores 5-HT2 está compuesta por tres entidades moleculares separadas: el 5-HT2A (anteriormente conocido como 5-HT2 o D), el 5-HT2B (anteriormente conocido como 5-HT2F) y el receptor 5-HT2C (anteriormente conocido como 5-HT1C).

## Distribución
El 5-HT2A se expresa ampliamente en todo el sistema nervioso central (SNC). Se expresa cerca de la mayoría de las áreas ricas terminales serotoninérgicas, incluyendo el neocórtex (principalmente la corteza prefrontal, parietal y somatosensorial) y el tubérculo olfativo. Especialmente altas concentraciones de este receptor en las dendritas apicales de las células piramidales de la capa V de la corteza pueden modular los procesos cognitivos, la memoria de trabajo y la atención al mejorar la liberación de glutamato seguida de una compleja gama de interacciones con los receptores 5-HT1A, GABAA, adenosina A1, AMPA, mGluR2/3, mGlu5 y OX2. En el cerebelo de la rata, la proteína también se ha encontrado en las células de Golgi de la capa granular y en las células de Purkinje.
En la periferia, está altamente expresada en plaquetas y muchos tipos de células del sistema cardiovascular, en los fibroblastos y en las neuronas del sistema nervioso periférico. Adicionalmente, se ha observado la expresión del ARNm 5-HT2A en monocitos humanos. La distribución de cuerpo entero del agonista del receptor 5-HT2A/2C,[11C] Cimbi-36 muestra captación en varios órganos internos y tejido adiposo marrón (BAT), pero no está claro si esto representa una unión específica del receptor 5-HT2A.

## Cascada de señalización
Se sabe que el receptor 5-HT2A se acopla principalmente a la vía de transducción de señales de Gαq Tras la estimulación del receptor con el agonista, Gαq y β-γ las subunidades se disocian para iniciar las vías efectoras descendentes. Gαq estimula la actividad de la fosfolipasa C (PLC), que posteriormente promueve la liberación de diacilglicerol (DAG) e inositol trifosfato (IP3), que a su vez estimulan la actividad de la proteína cinasa C (PKC) y la liberación de Ca2+.
Existen muchos componentes adicionales de la cascada de señales que incluyen la formación de ácido araquidónico a través de la actividad de la PLA2, la activación de la fosfolipasa D, la Rho/Rho quinasa y la activación de la vía ERK iniciada por la estimulación agonista del receptor.

## Efectos
Los procesos fisiológicos mediados por el receptor incluyen:
- SNC: excitación neuronal (probablemente responsable de los efectos psicodélicos asociados con los agonistas de los receptores 5-HT2A como LSD, DMT, etc.),[31] efectos conductuales, aprendizaje, ansiedad y pro-nocicepción.[32]
- músculo liso: contracción (en bronquios y tracto gastrointestinal)
- vasoconstricción / vasodilatación
- plaquetas: agregación
- La activación del receptor 5-HT2A con 2,5-Dimethoxy-4-yodoanfetamina (DOI) produce potentes antiinflamatorios en varios tejidos incluyendo el cardiovascular y el intestinal. Otros agonistas 5-HT2A como el LSD también tienen potentes efectos antiinflamatorios contra la inflamación inducida por el TNF-alfa.[33][34]
- La activación del receptor 5-HT2A en el hipotálamo causa aumentos en los niveles hormonales de oxitocina, prolactina, ACTH, corticosterona y renina.[35][36]
- Papel en la memoria y el aprendizaje[16][37][38]

## Ligandos

### Agonistas
La activación del receptor 5-HT2A es necesaria para los efectos de los psicodélicos "clásicos" como LSD, psilocina y mescalina, que actúan como agonistas totales o parciales en este receptor, y representan las tres clases principales de agonistas 5-HT2A, las ergolinas, las triptaminas y las fenetilaminas, respectivamente. Se ha desarrollado una familia muy grande de derivados de estas tres clases, y sus relaciones estructura-actividad han sido ampliamente investigadas. Se cree que los agonistas que actúan en los receptores 5-HT2A localizados en las dendritas apicales de las células piramidales dentro de las regiones de la corteza prefrontal median la actividad alucinógena. Los hallazgos más recientes revelan que los efectos psicoactivos de los psicodélicos clásicos están mediados por el receptor heterodímero 5-HT2A–mGlu2 y no por los receptores monoméricos 5-HT2A.  Los agonistas mejoran la dopamina en la PFC, mejoran la memoria y juegan un papel activo en la atención y el aprendizaje.

#### Agonistas completos
- Agmatina
- 25I-NBOH y su 2-metoxianalógico 25I-NBOMe[45]
- 18F FECIMBI-36, ligando agonista radiomarcado para mapear la distribución de receptores 5-HT2A / 5-HT2C [46]
- TCB-2[47]
- Mexamine es un agonista completo de varios receptores de serotonina.
- O-4310, selectivo 5-HT2A, afirmó tener 100 veces selectividad sobre 5-HT2C y estar inactivo a 5-HT2B
- PHA-57378, agonista dual 5-HT2A / 5-HT2C, efectos ansiolíticos en estudios en animales.[48]
- 25B-NBOMe También conocido como Cimbi-36; usado como una herramienta de imagenología PET para visualizar el receptor 5-HT2A[49]

#### Agonistas parciales
- 25C-NBOMe
- 25CN-NBOH, selectividad 100x para 5-HT2A sobre 5-HT2C, selectividad 46x sobre 5-HT2B.
- AAZ-A-154[50]
- Bromo-DragonFLY[51]
- (R)-DOI, tradicionalmente el agonista de referencia 5-HT2A más común utilizado en la investigación[52]
- Efavirenz, un medicamento antirretroviral, produce efectos secundarios psiquiátricos que se cree que están mediados por el 5-HT2A.[53]
- Juncosamine, es un derivado estructuralmente restringido de 25B-NBOMe, que actúa como un potente agonista parcial con una selectividad de 124x para 5-HT2A sobre 5-HT2C, lo que lo convierte en el ligando agonista más selectivo identificado hasta la fecha.[54]
- Lisurida, un agonista dopaminérgico antiparkinsoniano de la clase de la ergolina, que también es un agonista dual 5-HT2A / 5-HT2C[55] y un antagonista 5-HT2B.[56]
- La mefloquina, un medicamento antipalúdico, también produce efectos secundarios psiquiátricos que pueden ser mediados a través de los receptores 5-HT2A o 5-HT2C.[57]
- La metisergida, un congénere de la metilergonovina, se utiliza en el tratamiento de los receptores de los bloques de migraña 5-HT2A y 5-HT2C, pero a veces actúa como agonista parcial, en algunas preparaciones.
- OSU-6162 actúa como un agonista parcial tanto en los receptores 5-HT2A como en los receptores D2 de dopamina.
- SN-22, agonista parcial en los tres subtipos del 5-HT2

#### Agonistas periféricos selectivos
Un efecto de la activación de los receptores 5-HT2A es la reducción de la presión intraocular, por lo que los agonistas 5-HT2A pueden ser útiles para el tratamiento del glaucoma. Esto ha llevado al desarrollo de compuestos como el AL-34662 que se espera reduzcan la presión dentro de los ojos pero sin cruzar la barrera hematoencefálica y no produciendo efectos secundarios alucinógenos. Estudios en animales con este compuesto demostraron que estaba libre de efectos alucinógenos en dosis de hasta 30 mg/kg, aunque varios de sus análogos más lipofílicos sí produjeron la respuesta de conmutación de la cabeza que se sabe que es característica de los efectos alucinógenos en roedores.

### Antagonistas silenciosos
- La trazodona es un potente antagonista del 5-HT2A, así como un antagonista de otros receptores de serotonina.
- Mirtazapina es un antagonista del 5-HT2A, 5-HT2C y 5-HT3. La mirtazapina también tiene un efecto antagonista sobre los receptores de histamina H1. Debido a su amplio espectro de inhibición de los receptores serotoninérgicos, la mirtazapina exhibe un efecto agonístico en los receptores 5-HT1A al canalizar más serotonina hacia ellos. La mirtazapina se utiliza como un antidepresivo en pacientes con insomnio y pérdida de peso.
- Aunque los alcaloides del cornezuelo de centeno son en su mayoría antagonistas inespecíficos de los receptores 5-HT, algunos derivados del cornezuelo como la metergolina se unen preferentemente a los miembros de la familia de receptores 5-HT2.
- El descubrimiento de la ketanserina fue un hito en la farmacología de los receptores 5-HT2. La ketanserina, aunque es capaz de bloquear la adhesión plaquetaria inducida por el 5-HT, no media su conocida acción antihipertensiva a través de la familia de receptores 5-HT2, sino por su alta afinidad con los receptores adrenérgicos alfa1. También tiene una alta afinidad por los receptores histaminérgicos 5-HT2A. Los compuestos químicamente relacionados con la ketanserina como la ritanserina son antagonistas más selectivos de los receptores 5-HT2A con baja afinidad por los receptores alfa-adrenérgicos. Sin embargo, la ritanserina, como la mayoría de los otros antagonistas de los receptores 5-HT2A, también inhibe poderosamente a los receptores 5-HT2C.
- La nefazodona actúa bloqueando los receptores de serotonina tipo 2A postsináptica y, en menor medida, inhibiendo la recaptación de serotonina y norepinefrina (noradrenalina) presinápticas.
- Los fármacos antipsicóticos atípicos como la clozapina, la olanzapina, la quetiapina, la risperidona y la asenapine son antagonistas relativamente potentes del 5-HT2A, al igual que algunos de los antipsicóticos de menor potencia de la vieja generación/típicos. Otros antagonistas son MDL-100,907 (prototipo de otra nueva serie de antagonistas 5-HT2A) y ciproheptadina.
- El pizotifeno es un antagonista no selectivo.[60]
- LY-367,265 - antagonista dual de 5-HT2A / SSRI con efectos antidepresivos
- Las 2-alquil-4-aril-tetrahidro-pirimido-azepinas son antagonistas selectivos de subtipo (35 g: 60 veces).[61]
- La AMDA y los derivados relacionados son otra familia de antagonistas selectivos de 5-HT2A.[62][63][64][65][66]
- Antipsicóticos típicos como Haloperidol y Clorpromazina
- Hidroxizina (Atarax)
- 5-MeO-NBpBrT
- Niapracina

### Agonistas inversos
- AC-90179 - potente y selectivo agonista inverso a 5-HT2A, también antagonista de 5-HT2C.[67][68]
- Nelotanserina (APD-125) - agonista inverso selectivo 5-HT2A desarrollado por Arena Pharmaceuticals para el tratamiento del insomnio. El APD-125 demostró ser efectivo y bien tolerado en los ensayos clínicos.[69]
- La eplivanserina (Sanofi Aventis), un somnífero que alcanzó la fase II de ensayos (pero para el cual se retiró la solicitud de aprobación), actúa como un agonista inverso 5-HT2A selectivo.
- Pimavanserin (ACP-103) - más selectivo que el AC-90179, activo por vía oral, antipsicótico in vivo, ahora aprobado por la FDA para el tratamiento de alucinaciones y delirios asociados con la enfermedad de Parkinson.[70][71][72][73]
- Volinanserin

### Selectividad funcional

Estructura química de la 2,5-dimetoxianfetamina (2,5-DMA)

Los ligandos de receptor 5-HT2A pueden activar de forma diferencial las vías transductoras. Los estudios evaluaron la activación de dos efectores, PLC y PLA2, por medio de sus segundo mensajeros. Los compuestos que presentan una selectividad funcional más pronunciada son 2,5-DMA y 2C-N. El primero induce la acumulación de IP sin activar la respuesta mediada por el PLA2, mientras que el segundo provoca la liberación AA sin activar la respuesta mediada por el PLC.

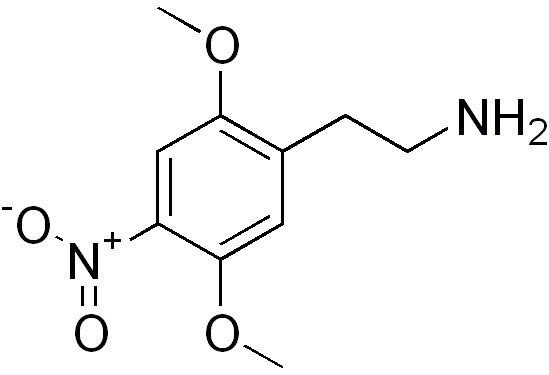
Estructura química de la 2C-N (2,5-Dimetoxi-4-nitrofenetilamina)

Investigaciones recientes han sugerido posibles diferencias de señalización dentro de la corteza somatosensorial entre los agonistas de 5-HT2A que producen temblores en el ratón y los que no, como la lisurida, ya que estos agentes tampoco son alucinógenos en humanos a pesar de ser agonistas activos de 5-HT2A.  Un ejemplo conocido de las diferencias en la transducción de señales es entre los dos agonistas de 5-HT2A, la serotonina y el DOI, que implican el reclutamiento diferencial de proteínas intracelulares llamadas β-arrestinas, más específicamente arrestin beta 2.

### Papel de la lipofilia
Se evaluó un conjunto de ligandos. Para los agonistas, se observó una correlación lineal muy significativa entre la afinidad de unión y la lipofilia. Para los ligandos con propiedades de agonistas parciales o antagonistas, la lipofilia fue consistentemente mayor de lo que se esperaría para un agonista de afinidad comparable.

## Genética

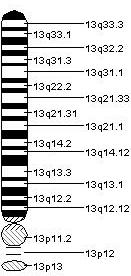
Cromosoma 13 (humano) brazo "q", banda "14.2" Gen HTR2A.

Los receptores 5-HT2A están codificados por el gen HTR2A. En los humanos, el gen se encuentra en el cromosoma 13. El gen ha sido llamado anteriormente sólo HTR2 hasta la descripción de dos genes relacionados HTR2B y HTR2C. Se han identificado varios polimorfismos interesantes para HTR2A: A-1438G (rs6311), C102T (rs6313) y His452Tyr (rs6314). Existen muchos más polimorfismos para el gen. En un documento de 2006 se enumeraban 255.

### Asociaciones con trastornos psiquiátricos
Varios estudios han visto vínculos entre el polimorfismo -1438G/A y los trastornos del estado de ánimo, como el trastorno bipolar y el trastorno depresivo mayor. Se ha encontrado un vínculo débil con un odds ratio de 1,3 entre el polimorfismo T102C y la esquizofrenia. Este polimorfismo también se ha estudiado en relación con los intentos de suicidio, con un estudio que ha encontrado un exceso de genotipos de C/C entre los que intentan suicidarse. Varios otros estudios se dedicaron a encontrar una asociación del gen con la esquizofrenia, con resultados divergentes.
Sin embargo, es posible que estos estudios individuales no ofrezcan una imagen completa: Una revisión de 2007 que analizó el efecto de diferentes SNPs reportados en estudios separados declaró que "los estudios de asociación genética [de variantes del gen HTR2A con trastornos psiquiátricos] reportan resultados contradictorios y generalmente negativos" sin implicación, pequeños o un papel no replicado para la variante genética del gen.

#### Respuesta al tratamiento
Un estudio ha encontrado que las variaciones genéticas entre individuos en el gen HTR2A pueden hasta cierto punto explicar la diferencia en el resultado del tratamiento antidepresivo, de modo que los pacientes que sufren de trastorno depresivo mayor y son tratados con citalopram pueden beneficiarse más que otros si tienen un genotipo en particular. En este estudio se investigaron 768 polimorfismos de nucleótidos simples (SNP) a través de 68 genes y un SNP denominado rs7997012-en el segundo intrón del gen HTR2A mostró una asociación significativa con el resultado del tratamiento.
La genética también parece estar asociada hasta cierto punto con la cantidad de eventos adversos en el tratamiento del trastorno de depresión mayor..
Un estudio también ha vinculado polimorfismos anormales 5-HT2A que pueden mejorar la actividad de los receptores con el síndrome de fatiga crónica.

## Neuroimagen
Los receptores 5-HT2A pueden ser visualizados con escáneres de TEP usando el flúor-18-altanserina, MDL 100,907 o [11C]Cimbi-36 radioligandos que se unen al neurorreceptor, por ejemplo, un estudio reportó una reducción en la unión de la altanserina particularmente en el hipocampo en pacientes con trastorno depresivo mayor. Otro estudio TEP reportó un aumento en la unión de la altanserina en los núcleos caudales en pacientes con trastorno obsesivo-compulsivo en comparación con un grupo de control saludable.
Los pacientes con síndrome de Tourette también han sido examinados y el estudio encontró un aumento en la unión de la altanserina para los pacientes en comparación con los controles saludables. La absorción de altanserina disminuye con la edad, lo que refleja una pérdida de receptores específicos de 5-HT2A con la edad. Un estudio también ha encontrado una correlación positiva entre los sujetos sanos entre la unión de la altanserina y el neuroticismo de los rasgos de personalidad medidos por el cuestionario de personalidad NEO PI-R.

## Papel en la endocitosis viral
El 5-HT2A puede ser un receptor necesario para la endocitosis mediada por clatrina del virus del polioma humano llamado virus JC, el agente causal de la leucoencefalopatía multifocal progresiva (PML, por sus siglas en inglés), que entra en células como los oligodendrocitos, astrocitos, linfocitos B y células epiteliales renales. Estas células necesitan expresar tanto el componente de ácido siálico ligado al alfa 2-6 del receptor 5-HT2A como la endocitosa JCV.